# Michael Feinstein
Michael Jay Feinstein (Columbus, Ohio, 7 de setembro de 1956) é um cantor, compositor e pianista norte-americano.
Apelidado de "Embaixador do Great American Songbook", foi indicado cinco vezes ao Grammy Award. Cresceu em Columbus, Ohio, e mudou-se com 19 anos para Los Angeles, onde conheceu o letrista Ira Gershwin.
Ele começou a trabalhar em bares locais como um pianista e, em  1977, começou a trabalhar para Ira Gershwin, catalogando a coleção de suas gravações. Em 1987, gravou "Pure Gershwin", seu primeiro CD, que era uma coleção de canções de Gershwin.
Através de suas performances ao vivo, gravações, filmes, aparições na televisão, e suas composições (em colaboração com Alan e Marilyn Bergman, Lindy Robbins e Carole Bayer Sager) Feinstein é considerado uma grande estrela da música norte-americana.
Ele foi casado com Terrence Flannery desde 17 de outubro de 2008.

## Discografia
- 1986 Live at the Algonquin
- 1987 Pure Gershwin

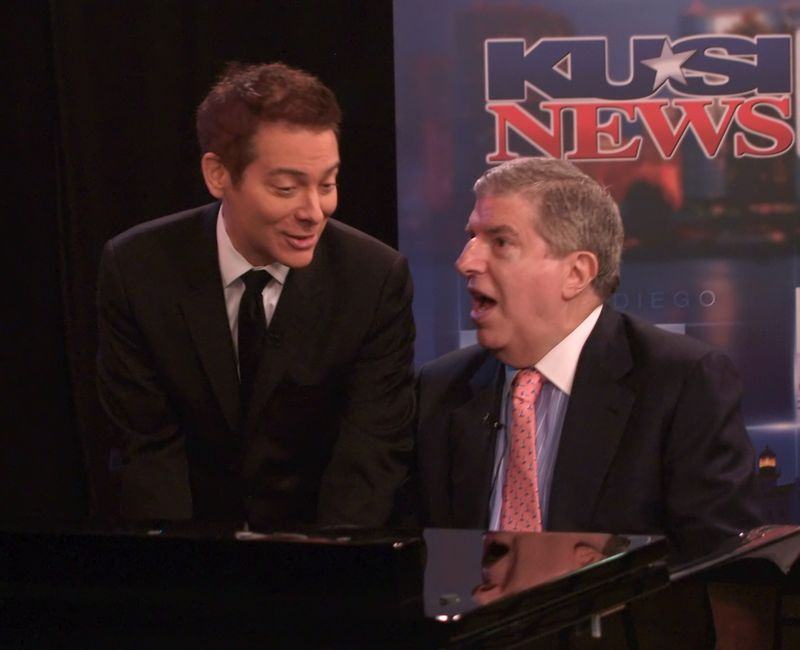
Michael Feinstein e Marvin Hamlisch realizando um dueto da canção "Anything Goes" de Cole Porter, em 2009.

- 1987 Remember: Michael Feinstein Sings Irving Berlin
- 1988 Ins't It Romantic
- 1989 The M.G.M. Album
- 1990 Over There
- 1990 Michael Feinstein Sings the Burton Lane Songbook, Vol. 1
- 1991 Michael Feinstein Sings the Burton Lane Songbook
- 1991 Michael Feinstein Sings the Jule Styne Songbook
- 1992 Michael Feinstein Sings the Burton Lane Songbook, Vol. 2
- 1992 Pure Imagination
- 1993 Michael Feinstein Sings the Jerry Herman Songbook
- 1993 Forever
- 1995 Such Sweet Sorrow
- 1995 The Michael Feinsten Sings the Hugh Martin Songbook
- 1996 Nice Work If You Can Get It: Songs by the Gershwins
- 1998 Nobody But You
- 1998 Michael & George: Feinstein Sings Gershwin
- 1999 Big City Rhythms
- 2001 Michael Feinstein with the Israel Philharmonic Orchestra
- 2002 Romance on Film, Romance on Broadway
- 2002 Livingston and Evans Songbok
- 2003 Only One Life: The Songs of Jimmy Webb
- 2005 Hopeless Romantics
- 2008 The Sinatra Project
- 2009 The Power of Two
- 2010 Fly Me to the Moon
- 2011 We Dreamed These Days
- 2011 The Sinatra Project, Vol. 2: The Good Life
- 2013 Change of Heart: The Songs of André Previn